# São Joaninho (Castro Daire)
São Joaninho es una freguesia portuguesa del concelho de Castro Daire, con 8,13 km² de superficie y 413 habitantes (2001). Su densidad de población es de 50,8 hab/km².